# قاسم ملحس
قاسم ملحس (1904-1985) هو طبيب فلسطيني ولد في مدينة نابلس، وهو مؤسس أول مستشفى وطني في الأردن، الذي عرف باسم مستشفى ملحس. كما ساهم في تأسيس نقابة الأطباء الأردنية، وكان ثاني رئيس للنادي الفيصلي الأردني.

## نشأته
ولد قاسم لعائلة تهتم بالعلم والأدب، مما اثر في نشأته. وتوفي والده في صغره، فرعاه أخوه الأكبر الدكتور محمد صدقي ملحس الذي كان من أوائل الأطباء في الوطن العربي، إذ تخرج من كلية الطب في إسطنبول عام 1912.

## حياته

### تعليمه
تلقى الدكتور قاسم ملحس تعليمه الابتدائي والثانوي في مدارس نابلس والقدس وتخرج منها. وكان يذهب أثناء العطل الصيفية إلى دمشق لزيارة عمه الشيخ رشدي ملحس الذي كان في ذلك الوقت أمين سر لحزب الفتاة، مما أعطى قاسم فرصة التعرف على العديد من رجال العرب الوطنيين ومشاركهم في النشاط السياسي.
في عام 1922، التحق بالجامعة الأمريكية في بيروت لدراسة الطب، وشارك بشكل نشيط ومميز بالعمل السياسي المنظم الذي كان يهدف لمقاومة الإنجليز في فلسطين. وبسبب مواقفه الوطنية التي أبت التراجع، تم فصله من الجامعة قبل سنة واحدة من تخرجه، فالتحق بكلية الطب في الجامعة السورية في دمشق و تخرج منها عام 1929.
وبعد سنوات عديدة من ممارسته لمهنة الطب، التحق قاسم بكلية الطب في جامعة فيينا عاصمة النمسا في عام 1954، وحصل على دبلوم في الجراحة. وفي حفل تخرجه، وصفه رئيس جمعية الجراحين الأمريكية في فيينا بصاحب الأنامل الذهبية، وذلك لمهارته في إجراء العمليات الجراحية. وفي تلك الفترة، كان شغوفاً بقراءة الكتب الطبية و متابعاً لكل حديث في الطب، وكان مشاركاً في النشرات و المجلات الطبية التي كانت تصله من بريطانيا والولايات المتحدة.
وإيمانا منه في مهنة الطب، أرسل ابنته الكبرى إلى الجامعة الأمريكية في بيروت لتتعلم التمريض، ثم أرسل ابنه الأكبر لتعلم الطب في نفس الجامعة. أما ابنه الأصغر فأرسله إلى إنجلترا لتعلم إدارة المستشفيات وكان أول من درس هذا الإختصاص في الأردن.

### عمله الطبي
بعد تخرجه من الجامعة السورية عام 1929، عاد قاسم إلى بلده نابلس ليجد أن حكومة الانتداب البريطاني تلاحقه و تنوي القبض عليه بسبب نشاطه الوطني، فانتقل إلى عمان عاصمة شرق الأردن في ذلك الوقت واستقر بها، وتم منحه تصريحاً بممارسة مهنة الطب من قبل مديرية الصحة العامة لإمارة شرق الأردن في تاريخ 19 أيلول 1931.
وفي ذلك الوقت لم يكن في عمان سوى دائرة للصحة، ومستشفى حكومي صغير، ومستشفى أجنبي خاص، وبضعة أطباء عاملين، فافتح قاسم عيادة له في شارع الرضا وسط عمان. ولم تمضي بضعة سنين حتى أصبحت عيادته تكتظ بالمرضى من جميع أرجاء الإمارة والدول المجاورة.
في عام 1944، حين تم منعه من معالجة مريض له في المستشفى الأجنبي الخاص، قرر قاسم أن ينشئ مستشفىً وطنياً يكسر الاحتكار ويؤكد قدرة ابن الأردن على الإنشاء و البذل في مجال صعب كالطب. وتم ترخيص المستشفى في 14 أيار 1945، بقدرة استيعابية تصل إلى خمسة و ثلاثون سريراً.
وفي عام 1952، قام بالمساهمة في تأسيس نقابة الأطباء الأردنية مع نخبة طيبة من الأطباء وكان عضواً فاعلاً، فكرمته النقابة عام 1969 بصفته من الأطباء الروّاد في الأردن.

### دوره الثوري
في عام 1936، التحق قاسم في الثورة الفلسطينية فكان يعمل طبيباً في النهار، ومهرباً للثوار والأسلحة بين سوريا و فلسطين في الليل، وكان يقوم بمعالجة الثوار في مخابئهم. كما أصبحت عيادته نادياً سياسياً للشباب الأحرار وأعضاء حزب الاستقلال.

## مفهومه عن الآداب الطبية
تميز الدكتور قاسم ملحس بمفهومه الفريد عن علاقة الطبيب بالمريض، فقد آمن بأن المريض إنسان قبل كل شئ، وشاركه أفراحه و أتراحه، ووضع نفسه موضع المسؤول عن جميع ظروفه ثم داوى جراحه وآلامه. لم يؤمن بذلك صمتاً أو كلاماً بل مارسه فعلاً وعملاً. واختط لنفسه درباً سمي فيما بعد بدرب القاسم، حيث كتب رسالة لنجله الدكتور عبد الرحيم بعد أن أصبح طبيباً في مطلع ستينيات القرن الماضي، شملت العديد من الآداب الطبية، ولاحقا قامت ادارة المستشفى بطباعتها وتعليقها داخل برواز على احد جدران بهو المستشفى.

## تكريمه
كرم الشعب الأردني الدكتور قاسم ملحس في حفل خاص تحت شعار "الرجل الذي أعطى ولم يأخذ" عام 1972. ومما رواه الشاعر مصطفى التل (عرار) أنه كان يصطحب الدكتور قاسم ملحس والدكتور يوسف عز الدين إلى البيوت الأردنية و الفلسطينية البائسة في الأردن لمعالجة الفقراء مجاناً.
وكرمه مجلس وزراء الصحة العربي بعد وفاته في 11 مارس 1986 تقديراً واعترافاً بما قام به لخدمة الأنسان العربي.
وفي 22 أيلول 1995، وبمناسبة مرور 50 عاماً على تأسيس مستشفاه، حصل قاسم على وسام الاستقلال الأردني من الدرجة الأولى موشحاً بالتوقيع السامي لجلالة المرحوم الملك الحسين بن طلال.

## وفاته
توفي الدكتور قاسم ملحس بعد عطاء 45 عاماً في الطب عام 1985 في الأردن.